# 富爾科·魯佛·迪·卡拉布里亞
富爾科·魯佛·迪·卡拉布里亞（義大利語：Fulco Ruffo di Calabria，1884年8月12日—1946年8月23日），瓜爾迪亞隆巴爾迪公爵，魯佛·迪·卡拉布里亞家族的成員。

## 家庭
1919年，富爾科與路易莎·加切里·迪·羅沙那結婚，兩人共有3子4女：
1. 瑪麗亞·克里斯蒂娜（1920年—2003年）
2. 蘿拉（1921年—1972年）
3. 法比齊歐（1922年—2005年）
4. 奧古斯都（1925年—1943年），早逝
5. 喬萬娜（1927年—1941年），早逝
6. 安東尼奧（1930年—2017年）
7. 保拉（1937年出生），比利時王后